# Don’t Tell a Soul
| Оценки критиков               | Оценки критиков |
| Источник                      | Оценка          |
| ----------------------------- | --------------- |
| AllMusic                      | [ 1 ]           |
| Chicago Sun-Times             | [ 2 ]           |
| Christgau's Record Guide      | B+              |
| Entertainment Weekly          | A−              |
| Los Angeles Times             | [ 5 ]           |
| NME                           | 9/10            |
| Pitchfork                     | 8.0/10          |
| Rolling Stone                 | [ 8 ]           |
| The Rolling Stone Album Guide | [ 9 ]           |
| Spin Alternative Record Guide | 4/10            |

Don’t Tell a Soul — шестой студийный альбом американской рок-группы The Replacements, выпущенный 1 февраля 1989 года на лейбле Sire Records.

## Запись и релиз
Don’t Tell a Soul был первым альбомом The Replacements записанным при участии гитариста Боба «Слима» Данлэпа, сменившего одного из основателей группы — Боба Стинсона. Лонгплей был записан на студии Cherokee Studios в Лос-Анджелесе и спродюсирован Мэттом Уоллесом, при участии самой группы. Сведением занимался Крис Лорд-Элдж, который решил придать пластинке «трёхмерный звук, подходящий для радио». Однако фронтмен Полу Вестербергу остался не доволен новым направление: «Я думал, что безделушки, которые я записал своём подвале, были гораздо ближе к тому, что я хотел».
Don’t Tell a Soul был выпущен 1 февраля 1989 года на лейбле Sire Records. Песня «I’ll Be You» была выпущена в качестве сингла. Она стала единственной композицией The Replacements попавшей в Billboard Hot 100 — добравшись до 51-го места хит-парада.
В 2008 году лейбл Rhino Entertainment переиздал ремастированную версию альбома с 7 дополнительными треками и аннотациями Питера Джесперсона. В сентябре 2019 года Rhino выпустила Dead Man’s Pop, бокс-сет с ремикшированной и изменённой версией Don’t Tell a Soul (как отмечается, что она была ближе к первоначальной задумке группы), подготовленной продюсером альбома Мэттом Уоллесом, также содержащий би-сайды, раритеты и невыпущенный материал. Он также включал два компакт-диска с концертом 1989 года, отдельно изданным на виниле под названием The Complete Inconcerated Live.

## Отзывы критиков
Альбом получил преимущественно положительные отзывы, критики отмечали более зрелые темы материала— затрагивающие личное мировоззрение музыкантов. Айра Роббинс из Rolling Stone высоко оценил поэзию Вестерберга, заявив, что Don’t Tell a Soul «полон его фирменной игры слов и уникальных музыкальных структур». В феврале 1990 года альбом занял 16-е место в ежегодном опросе Pazz & Jop газеты The Village Voice, за 1989 год.
Гитарист The Smashing Pumpkins Джеймс Иха назвал песню «Achin ’to Be» личным «микстейпом для мечтателей», комментируя: «Она — классная, так как в ней поётся о потенциальном артисте, который пытается добиться большего. И она звучит как кто-то, кого все знают. Типа он или она художник, но никто не воспринимает их всерьёз. Так он о ней говорит. Она танцует в ночных клубах в одиночестве. Она поэт, она артистка, она как кино, но в конце песня, он говорит: „Я тоже такой. Давно пытаюсь стать таким же“. Рассказчик раскрывает себя: „Я такой же, как она, но у меня нет смелости подойти к ней“. Может, я слишком сильно углубляюсь в смысл. [Смеётся.] Но мне кажется, что посыл такой».

## Список композиций
Слова и музыка всех песен — написаны Полом Вестербергом, за исключением отмеченных.
| №   | Название                      | Автор(ы)                                           | Длительность |
| --- | ----------------------------- | -------------------------------------------------- | ------------ |
| 1.  | «Talent Show»                 |                                                    | 3:32         |
| 2.  | «Back to Back»                |                                                    | 3:22         |
| 3.  | «We'll Inherit the Earth»     |                                                    | 4:22         |
| 4.  | «Achin' to Be»                |                                                    | 3:42         |
| 5.  | «They're Blind»               |                                                    | 4:37         |
| 6.  | «Anywhere's Better Than Here» |                                                    | 2:49         |
| 7.  | «Asking Me Lies»              |                                                    | 3:40         |
| 8.  | «I'll Be You»                 |                                                    | 3:27         |
| 9.  | «I Won't»                     |                                                    | 2:43         |
| 10. | «Rock 'N' Roll Ghost»         |                                                    | 3:23         |
| 11. | «Darlin' One»                 | Вестерберг, Слим Данлэп., Томми Стинсон, Крис Марс | 3:39         |

| №   | Название                                     | Автор(ы)              | Длительность |
| --- | -------------------------------------------- | --------------------- | ------------ |
| 12. | «Portland»                                   |                       | 4:28         |
| 13. | «Wake Up»                                    |                       | 2:13         |
| 14. | «Talent Show» (Demo Version)                 |                       | 2:54         |
| 15. | «We'll Inherit the Earth» (Mix 1)            |                       | 4:02         |
| 16. | «Date to Church» (совместно с Томом Уэйтсом) |                       | 3:49         |
| 17. | «We Know the Night» (Outtake)                |                       | 3:28         |
| 18. | «Gudbuy t'Jane» (Outtake)                    | Нодди Холдер, Джим Ли | 4:09         |

## Участники записи
The Replacements
- Пол Вестерберг[англ.] — ведущий вокал, гитара, гармоника
- Томми Стинсон[англ.] — бас, бэк-вокал
- Крис Марс[англ.] — ударные, перкуссия
- Боб «Слим» Данлэп[англ.] — гитара, меллотрон, клавишные, бэк-вокал

Технический персонал
- Мэтт Уоллес — продюсер, звукорежиссёр, чирлидер
- Крис Лорд-Элдж[англ.] — микширование